# Silvia Ballestra
Pour les articles homonymes, voir Ballestra.
Silvia Ballestra (née en 1969 à Porto San Giorgio, dans les Marches) est une romancière italienne contemporaine. 

## Biographie
Diplômée en Langues et Littératures étrangères modernes à l'Université de Bologne, Silvia Ballestra débute très tôt sa carrière littéraire en publiant un premier livre intitulé Il Compleanno dell'Iguana chez Mondadori en 1990, suivi l'année suivante par La Guerra degli Anto duquel sera tiré en 1997, le scénario d'un film de Riccardo Milani et qui participera au Festival de Villerupt.
À ses premiers volumes traduits en plusieurs langues, se succèdent, Gli Orsi (Feltrinelli 1994), Joyce L. Una vita contro (Baldini e Castoldi 1996), La giovinezza della signorina N.N. (Baldini e Castoldi 1998), Nina (Rizzoli 2001-Premio Tarquinia-Caldarelli), Il compagno di mezzanotte (Rizzoli 2002), Senza gli Orsi(Rizzoli 2003), Tutto su mia nonna (Einaudi 2005), La Seconda Dora (Rizzoli 2006 ; Prix Rapallo-Carige).
Silvia Ballestra réside à Milan où elle collabore à plusieurs journaux et magazines parmi lesquels L'Unità, Le Corriere della Sera, et IO Donna.